# Luchtmacht van de Poolse Republiek
De Luchtmacht van de Poolse Republiek (Pools: Siły Powietrzne Rzeczypospolitej Polskiej) is het luchtmachtonderdeel van de Poolse strijdkrachten. De huidige luchtmacht bestaat sedert 1 juli 2004. Tot die datum heette ze Lucht- en Luchtverdedigingsmacht (Pools: Wojska Lotnicze i Obrony Powietrznej). De Poolse luchtmacht telt zo'n 40.000 manschappen en 22 bases in Polen.

## Geschiedenis

Het symbool van de Poolse luchtmacht.

De Poolse luchtmacht gaat terug tot het einde van de Eerste Wereldoorlog. In 1918 werden enkele Poolse eskaders gevormd bij de geallieerde bondgenoten. De luchtmacht ontstond na de bevrijding van Polen vanaf november 1918. De eerste toestellen waren van Duitse- en Oostenrijkse origine en waren buitgemaakt op of achtergelaten door de bezetter. Op 5 november 1918 zag de Poolse luchtmacht een eerste maal actie in de Pools-Oekraïense Oorlog. Van 1919 was het land in oorlog met de Sovjet-Unie en begon het vliegtuigen uit de oorlogsjaren in te kopen uit een verscheidenheid van Europese landen.

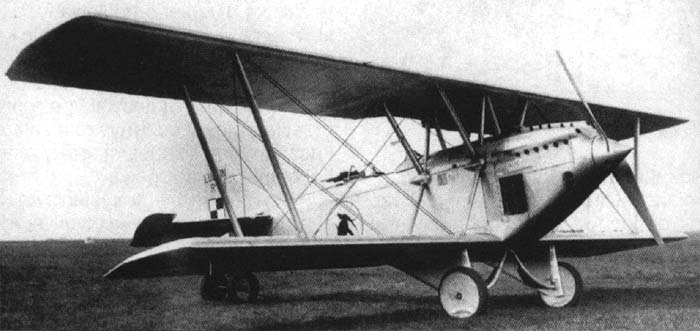
Lublin R-VIII van de Poolse luchtmacht (Warschau, 1937).

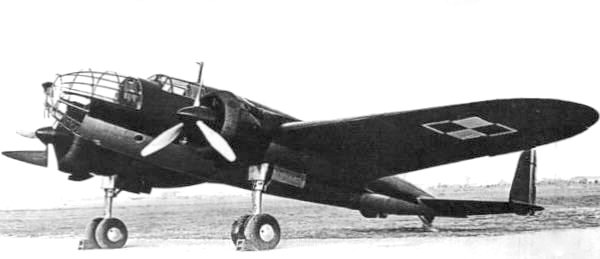
PZL-37 Eland lichte bommenwerper (1939)

Na de oorlog werden die oude toestellen geleidelijk uit dienst gehaald en vervangen door nieuwe voornamelijk Franse vliegtuigen. Polen nam ook licenties op een aantal toestellen voor productie ter plaatse. In de jaren 1930 begon men in Polen ook zelf vliegtuigen te ontwerpen. Die werden geproduceerd door de staatsvliegtuigbouwer Państwowe Zakłady Lotnicze, waaronder de moderne PZL.37 Łoś (Eland) lichte bommenwerper. Het moderne PZL.50 Jastrząb (Havik) jachtvliegtuig vloog alleen als prototype en was te laat om een rol te spelen tijdens de oorlog evenals de late bestelling door de Poolse luchtmacht van 200 Franse Morane-Saulnier MS 406 en 10 Britse Hawker Hurricanes. Leveringen van beide toestellen waren nog niet begonnen toen de oorlog begon. Tijdens de Duitse invasie die begon op 1 september 1939 werd de Poolse luchtmacht grotendeels vernietigd. De overgebleven toestellen werden buitgemaakt of teruggetrokken naar Roemenië. Veel Poolse piloten konden ontsnappen naar Frankrijk. Daar werden ze gehergroepeerd in squadrons die vlogen met Franse gevechtsvliegtuigen. Na de Franse overgave volgend op de Slag om Frankrijk werden de Poolse eenheden deel van de Britse luchtmacht. In totaal zouden 15 Poolse squadrons geformeerd worden bij de RAF: 5 bombersquadrons en 10 fightersquadrons. Het Poolse 303e Fighter Squadron onderscheidde zich tijdens de Slag om Engeland met de meeste neergehaalde Duitse vliegtuigen van alle RAF-squadrons. De Poolse RAF-squadronnummers (300 t/m 317) werden na de Tweede Wereldoorlog in NAVO-verband overgenomen door de Koninklijke Luchtmacht.

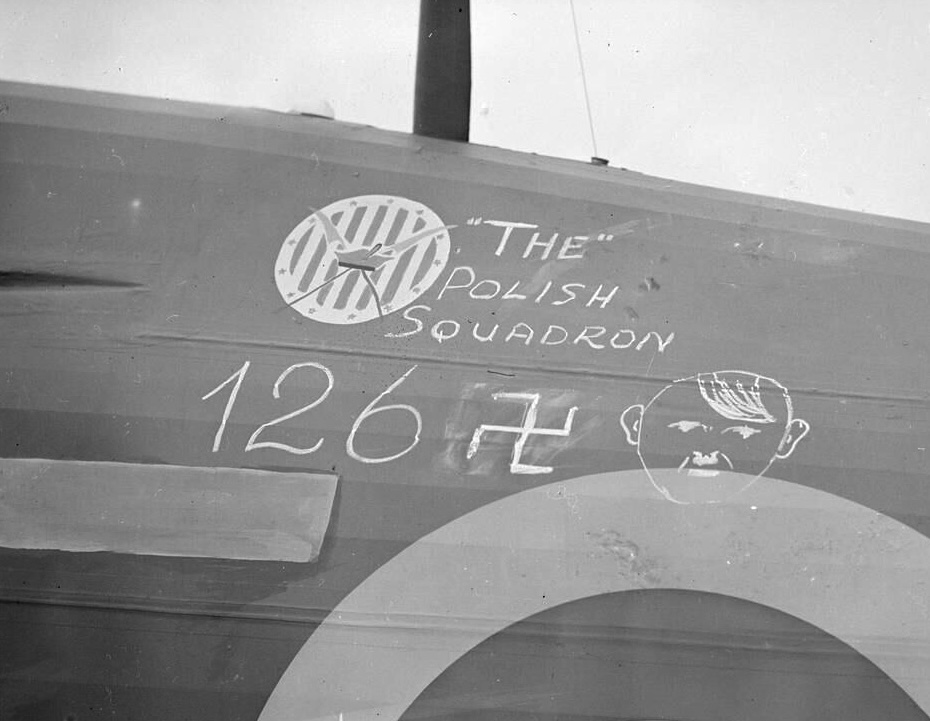
Hurricane van het Poolse 303 Squadron met 126 Duitse kills (1940)

Na de Tweede Wereldoorlog kwam Polen in de invloedssfeer van de Sovjet-Unie. In 1952 werd de Volksrepubliek Polen opgericht. De luchtmacht van het land heette de Poolse Volksluchtmacht en vloog met Russische vliegtuigen. In 1951 ontving Polen de eerste straaljagers. Polen produceerde de Russische toestellen ook in licentie en ontwikkelde eigen varianten. In 1954 werd de luchtmacht samengevoegd met de luchtverdediging waarmee de Lucht- en Luchtverdedigingsmacht gevormd werd. In 1962 werden de twee weer opgesplitst om op 1 juli 1990 terug samengevoegd te worden.
Na het uiteenvallen van de Sovjet-Unie werd de Poolse luchtmacht ingekrompen. Vele oudere vliegtuigen werden uit dienst gehaald. Gedurende de jaren 1990 werd ook nagenoeg geen nieuw materiaal aangeschaft. In 2003 werd voor de Amerikaanse F-16 Block 52 gekozen om de verouderde vloot te moderniseren. De transportvloot vliegt inmiddels met nieuwe CASA C-295 transportvliegtuigen en op 24 maart 2009 werd het eerste van vijf tweedehands C-130 Hercules-vliegtuigen in gebruik genomen.
Sinds de oprichting van de Poolse luchtmacht worden piloten opgeleid op de Luchtmachtacademie in Dęblin.

## Luchtmachtbases
Basis 2 - Bydgoszcz/SzwederowoAn-2, An-28, Mi-2, Mi-8, W-3; ook vliegtuigonderhoud.
Basis 6 - Dęblin.
Basis 8 - KrakauAn-2, C295, M-28, Mi-2, Mi-8.
Basis 31 - Poznań/KrzesinyF-16C/D Block 52+.
Basis 32 - ŁaskF-16C/D Block 52+.
Basis 22 - MalborkMiG-29, TS-11.
Basis 12 - MirosławiecReservebasis sinds 2010. Voordien werd met Su-22 en TS-11 gevlogen.
Basis 23 - Mińsk MazowieckiMiG-29, TS-11, Mi-2, W-3.
Basis 33 - PowidzC-130, M-28.
Radom/SadkowPZL-130.
Basis 21 - ŚwidwinSu-22, TS-11, Mi-2, W-3.
Warschau-Okecie/Luchthaven Warschau Frédéric ChopinBell 412, M-28, Mi-8, Tu-154, W-3, Yak-40.
Wrocław/StrachowiceHeeft sinds 1999 de status van reservebasis. Tot dan werd er met MiG-21 gevlogen.

## Inventaris

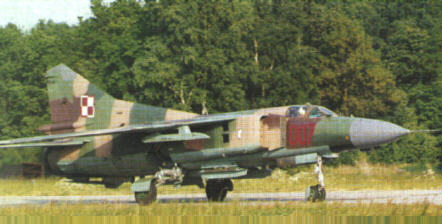
Poolse MiG-23 (aug 2006).

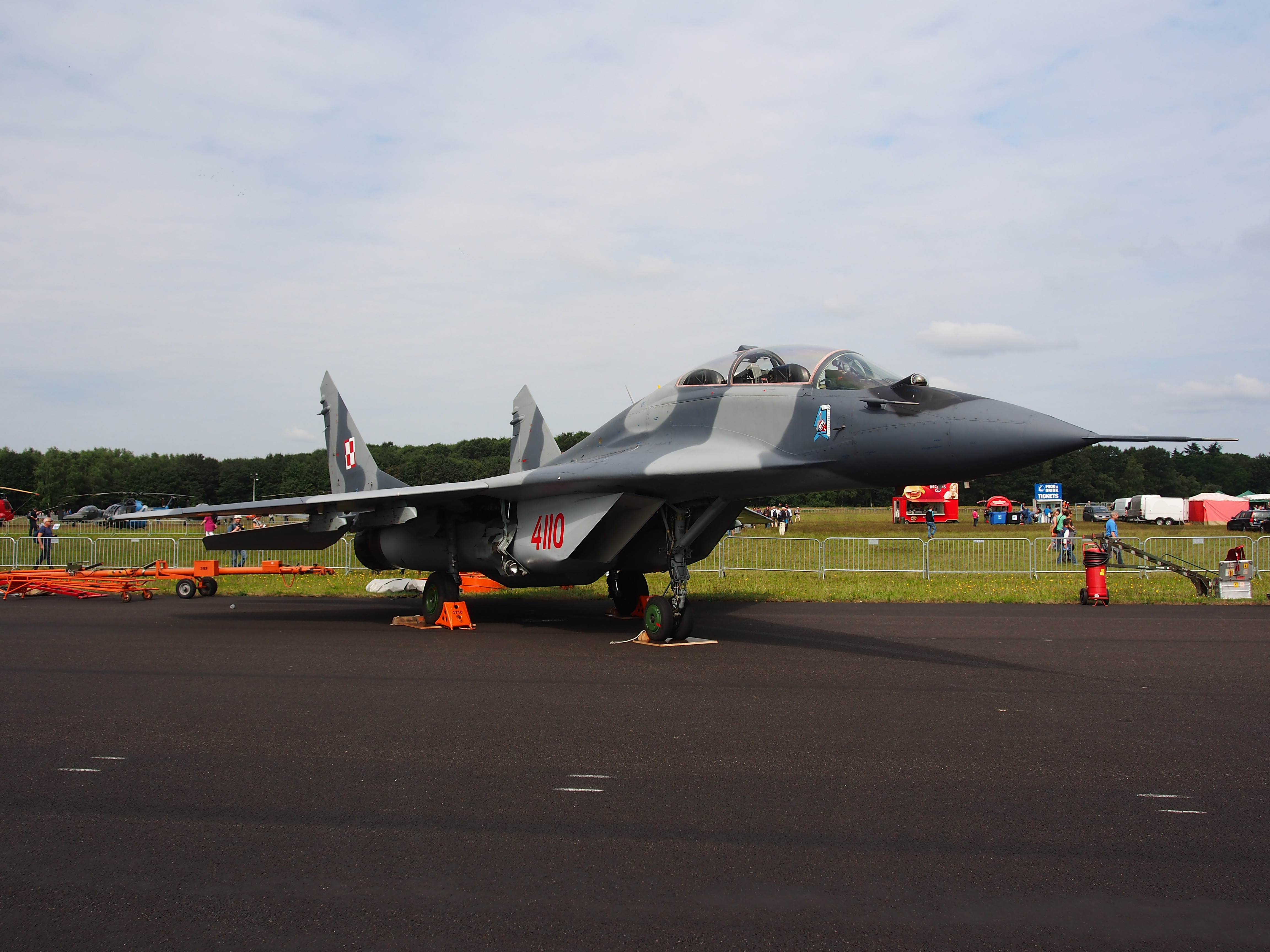
Poolse MiG-29UB (Vliegbasis Gilze-Rijen, 2014).

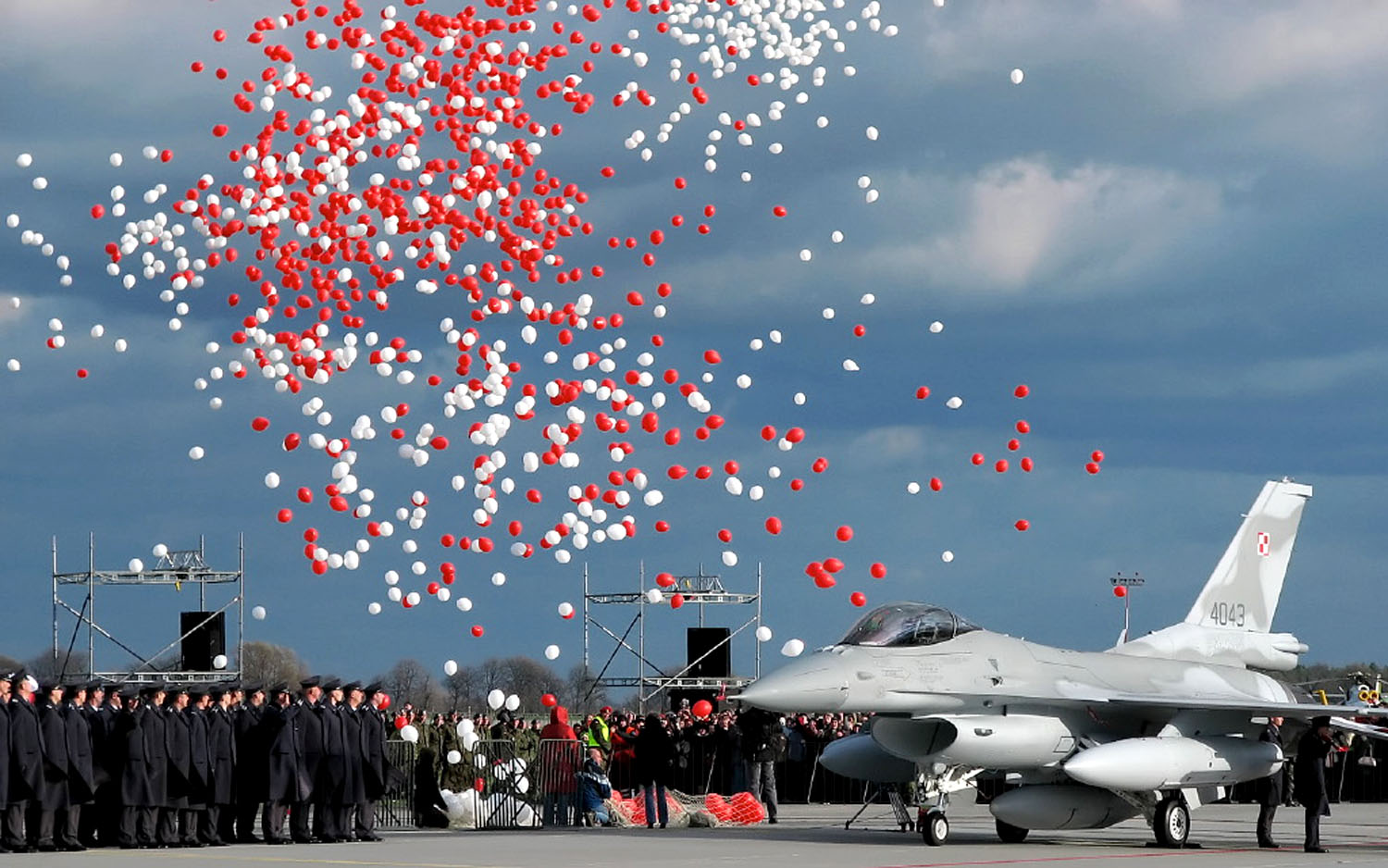
Ceremonie bij de aankomst van de eerste F-16 (Poznan, nov 2006).

| Toestel                   | Foto        | Versie(s)                       | #              | Rol                     | Herkomst         |
| Vliegtuigen               | Vliegtuigen | Vliegtuigen                     | Vliegtuigen    | Vliegtuigen             | Vliegtuigen      |
| ------------------------- | ----------- | ------------------------------- | -------------- | ----------------------- | ---------------- |
| PZL An-2                  |             |                                 | 13             | varia                   | Polen            |
| CASA C-295                |             |                                 | 17             | transport               | Spanje           |
| Mikojan-Goerevitsj MiG-29 |             | 29A29UB                         | 228            | gevecht                 | Rusland          |
| Lockheed Martin F-16      |             | F16CF16D                        | 3612           | gevecht                 | Verenigde Staten |
| Lockheed Martin F-35      |             | F35A                            | 0 (32 besteld) | gevecht                 | Verenigde Staten |
| Lockheed C-130E Hercules  |             | C-130E                          | 5              | transport               | Verenigde Staten |
| PZL 130                   |             |                                 | 28             | training                | Polen            |
| PZL M-28B                 |             | TD                              | 17 (29)        | varia                   | Polen            |
| PZL TS-11                 |             | TS-11 bis DTS-11 bis DFTS-11 MR | 54             | training                | Polen            |
| Soechoj Soe-22            |             | Soe-22M4KSoe-22UM3K             | 18             | gevecht/bommenwerper    | Sovjet-Unie      |
| Embraer 175               |             | Embraer ERJ 175                 | 2              | passagiers              | Brazilië         |
| Helikopters               |             |                                 |                |                         |                  |
| Mil Mi-2                  |             |                                 | 50             | varia                   | Polen            |
| Mil Mi-8                  |             | Mi-8TMi-8RLMi-8PMi-8S           | 245            | variaSARvariapassagiers | Sovjet-Unie      |
| Mil Mi-17                 |             |                                 | 14             |                         | Rusland          |
| PZL SW-4                  |             |                                 | 24             |                         | Polen            |
| PZL W-3                   |             | W-3WAW-3RLW-3T                  | 23             | varia                   | Polen            |